# 松村光
松村 光（まつむら ひかる、Hikaru Matsumura）は日本のファッション・プロダクトデザイナー。

## 略歴
東京出身。武蔵野美術大学、パリ・オートクチュール組合学校（Ecole de la Chambre Syndicale de la Couture Parisienne）を卒業後、1993年 三宅デザイン事務所に入社。
ISSEY MIYAKE パリコレクション、PLEATS PLEASE ISSEY MIYAKE の小物デザインを担当する中で、バッグブランド BAO BAO ISSEY MIYAKE が誕生する。並行して、モチーフの再解釈によるメンズバッグブランド HIKARU MATSUMURA THE UNIQUE-BAG を展開。
現在は、自身のデザインスタジオ HIKARU MATSUMURA DESIGN にて、プロダクトブランド 52 BY HIKARUMATSUMURA（ゴジュウニ バイ ヒカルマツムラ）のクリエイティブディレクター兼デザイナー、メンズバッグブランド TOMOE（トモエ）デザイナーなどを務める他、ファッションとプロダクトを横断するデザインプロジェクトを多数手がける。

## 活動
- 1991年　パリ市「CITE INTERNATIONAL DES ARTS」で合同展に参加
- 1993年　パリにて個展「UNE AUTRE COUTURE」展を開催
- 1993年　株式会社三宅デザイン事務所に入社
- 1998年　株式会社イッセイミヤケより雑貨ブランド「GOOD GOODS」の立ち上げに参加
- 2005年　株式会社HIKARU MATSUMURA DESIGN設立
- 2006年　「HIKARUMATSUMURA THE UNIQUE-BAG」を立ち上げ、年2回展示会を開催
- 2008年 - 2016年　「BAO BAO ISSEY MIYAKE」に所属
- 2008年　「50 BAGS THAT CHANGED THE WORLD」（DESIGN MUSEUM 出版（英））に選出される
- 2010年　「BILBAO」シリーズがNY「MoMA」デザインストアカタログの表紙になる
- 2013年　「BAO BAO ISSEY MIYAKE」として「毎日ファッション賞特別賞」受賞
- 2015年　BAGブランド「TOMOE」を立ち上げ、デザインを担当
- 2016年　IFS未来研究所にて「下駄ってなんだ？」展を発表
- 2016年　IFS未来研究所にて「みらいの羊羹」を発表
- 2017年　株式会社52DESIGNディレクターに就任
- 2019年　「52 BY HIKARUMATSUMURA」ブランドスタート。同日、青山・骨董通りに「52 D.L. STORE（ゴジュウニ ディーエル ストア）」をオープン

## 参考URL
- Fashionsnap.com　https://www.fashionsnap.com/article/2019-01-23/52-dl-store-open/
- Pen ONLINE　https://www.pen-online.jp/tokyoguide/buy/hikarumatsumura/?_h=94ff22a57b2d91d99f173212c45db1d9
- Casa BRUTUS　https://casabrutus.com/design/95093